# 潟上市立大豊小学校
潟上市立大豊小学校（かたがみしりつ おおとよしょうがっこう）は、秋田県潟上市昭和大久保にある公立小学校。

## 概要
本校は、潟上市の旧昭和町域にあった大久保小学校と豊川小学校を統合して開校した小学校である。なお、校名は、統合された両校から1文字ずつ取っている。

## 沿革
- 2012年（平成24年）
  - 4月1日 - 大久保小学校と豊川小学校が統合し、開校。校舎は、大久保小学校の校舎跡地を使用。
  - 日付不明 - 太陽光発電システム設置。
- 2017年（平成29年）7月11日 - 皇太子夫妻（現:天皇・皇后）訪問[1]。
- 2018年（平成30年） - 校舎大規模改修。

## 児童数
2020年度時点
| 学年 | 1年 | 2年 | 3年 | 4年 | 5年 | 6年 | 特別支援 | 合計 |
| ---- | --- | --- | --- | --- | --- | --- | -------- | ---- |
| 学級 | 2   | 1   | 1   | 1   | 1   | 2   | 6        | 14   |
| 児童 | 37  | 32  | 39  | 30  | 39  | 51  | 7        | 235  |

## 通学区域と進学先中学校
出典

### 通学区域
- 昭和大久保
- 昭和乱橋
- 昭和八丁目
- 昭和豊川上虻川
- 昭和豊川岡井戸
- 昭和豊川船橋
- 昭和豊川槻木
- 昭和豊川竜毛
- 昭和豊川山田

### 進学先中学校
- 潟上市立羽城中学校

## アクセス
- JR奥羽本線大久保駅から、
  - 徒歩で、約1.2km・約18分（最短距離を移動した場合）。
  - 潟上市マイタウンバスで、「大豊小学校」バス停まで6分（朝の大久保駅行のみ5分）、下車後徒歩約115m・約2分。
  - 車で、約1.4km・約3分。
- 秋田自動車道昭和男鹿半島ICから、車で約1.9km・約3分。

## 周辺
- 高田児童公園
- 国道101号
- 馬踏川
- 湖東地区消防署昭和分署
- 世代交流館たんぽぽ